# La fine (film)
La fine (How It Ends) è un film del 2018 diretto da David M. Rosenthal con protagonisti Theo James e Forest Whitaker.

## Trama
Seattle. Samantha e Will sono una giovane coppia in attesa del loro primo figlio. Will parte per Chicago per incontrare i genitori di lei e annunciare le nozze ma è preoccupato per i rapporti tesi con il futuro suocero, Tom, un ex-militare che ha fatto fortuna.
La cena dai suoceri si rivela un disastro: Tom è molto critico perché a suo dire, Will non ha progetti per il futuro e soprattutto teme che il ragazzo voglia mettere le mani sul patrimonio della famiglia.
L'indomani Will riceve una telefonata dalla fidanzata ma durante la chiamata la comunicazione viene interrotta bruscamente. Da quel momento le comunicazioni tra le due coste degli Stati Uniti non sono più possibili. Will si reca in aeroporto ma scopre che tutti i voli sono stati cancellati. Mentre dalla tv un notiziario annuncia che sulla costa ovest degli Stati Uniti si è verificato un non meglio precisato "evento sismico di grande intensità", l'elettricità salta completamente in tutti gli Stati Uniti.
Will ritorna a casa di Tom e i due decidono di mettersi in macchina insieme per raggiungere Seattle. Nel frattempo gli effetti del black-out hanno scatenato panico e anarchia: le persone tentano in tutti i modi di abbandonare la città o di accaparrarsi provviste e carburante a qualunque costo, anche ricorrendo a rapine e violenze. Anche Will e Tom sono vittime di tali tentativi e durante la notte vengono inseguiti e tamponati da un uomo evaso di prigione a bordo di un'auto rubata alla polizia e deciso a impossessarsi delle loro cose. Tom riesce a neutralizzare l'uomo ma nello scontro rimane gravemente ferito alle costole e la loro auto danneggiata seriamente. Raggiunta una riserva indiana, l'auto viene riparata da una giovane meccanica, Ricki, desiderosa di andare verso ovest per cambiare vita. Tom la convince a unirsi a loro offrendole 2000 dollari, superando così la diffidenza della donna. Intanto si verificano strani fenomeni: migrazioni di uccelli fuori stagione, tempeste di fulmini, temporali di intensità eccezionale, terremoti continui e ondate di calore anomale. Nessuno sa cosa sia avvenuto davvero e le scarse trasmissioni radiofoniche riportano solo ipotesi vaghe e contraddittorie con accenni a un possibile bombardamento nucleare e invitano chi può a rifugiarsi in Canada, apparentemente rimasto indenne.
Durante il viaggio verso ovest, i tre incontrano scene di distruzione e di desolazione: auto e case abbandonate, treni e aerei distrutti, gente in fuga a piedi da città in fiamme, villaggi asserragliati in stato d'assedio che non consentono il passaggio ai non residenti. Vengono fermati da una donna disperata che chiede aiuto ma si tratta di una trappola ideata da tre rapinatori che dopo una sparatoria rubano loro le preziose scorte di benzina e fuggono in macchina. Will, Tom e Ricki si lanciano all'inseguimento per recuperare il carburante e Ricki, sparando alle gomme dell'auto dei rapinatori, ne provoca la morte. Sconvolta per l'accaduto e per tutte le scene di disperazione e desolazione che ha visto e pentitasi di aver accettato di unirsi a Will e Tom, Ricki li abbandona per tentare di tornare alla riserva.
Le condizioni di Tom intanto peggiorano: le fratture alle costole gli hanno danneggiato i polmoni in maniera irreparabile. Consapevole di non aver scampo, si riconcilia finalmente con Will. Dopo aver forzato l'ennesimo posto di blocco alle porte di una cittadina, Tom, consumate le ultime forze in una sparatoria per difesa, muore. Will, rimasto da solo, riesce alla fine a raggiungere Seattle, trovando la città completamente distrutta, piena di persone morte nelle auto ferme, con l'aria irrespirabile e ricoperta da una pioggia di cenere. Arrivato a quel che resta della loro casa, Will trova un messaggio in cui Sam gli ha lasciato l'indirizzo del luogo in cui si è rifugiata insieme al vicino Jeremiah. Qui finalmente Will e Sam si riabbracciano e Will scopre che Seattle è stata devastata da uno tsunami. Jeremiah intanto mostra chiari segni di squilibrio mentale; innamoratosi di Sam e irritato dal ritorno di Will, tenta di ucciderlo con una pistola. Will però riesce a sparargli per primo, uccidendolo. Nel frattempo, dopo una serie continua di terremoti, scoppia un'eruzione vulcanica che scatena una nube piroclastica che si dirige verso il rifugio dei due. Will e Sam fuggono disperatamente in auto, riuscendo a salvarsi all'ultimo istante, dirigendosi a Nord verso il Canada.

## Produzione
Il 19 marzo 2011 la casa di produzione Sierra / Affinity avvia la produzione del film basato sullo script di Brooks McLaren How It Ends, finito nella Black List delle migliori sceneggiature mai realizzate.
Le riprese del film si sono svolte a Winnipeg nell'agosto 2017.

## Promozione
Il primo trailer del film viene diffuso il 22 giugno 2018.

## Distribuzione
La pellicola è stata distribuita in tutto il mondo su Netflix a partire dal 13 luglio 2018.